# Mehdi Cheriet
Pour les articles homonymes, voir Cheriet.
Mehdi Cheriet, né le 12 avril 1987 à Tarare dans le département du Rhône est un joueur franco-algérien de basket-ball. Il évolue au poste d'ailier fort,,,.

## Carrière en Clubs
- 2006-08 : Arizona Western College (Yuma, Arizona  Junior College)
- 2008-11 : San Diego State University (NCAA I) Non drafté
- 2011-12 : Boulazac (Pro B)
- 2012-13 : Boulazac (Pro A)
- 2013-14 : Boulogne-sur-Mer (Pro B)
- 2014-15 : Le Portel (Pro B)
- 2015-17 : Roanne (Pro B)
- 2016-17 : GS Pétroliers (Super Division A )
- 2017-19 : SOMB (Nationale 1)

## Palmarès
- Champion de France Pro B en 2014

### Sélection nationale
- 12e au Championnat d'Afrique 2013 ( Côte d'Ivoire)
- 6e au Championnat d'Afrique 2015 ( Tunisie)
- 7e aux Jeux méditerranéens de 2013 ( Turquie)